# Gołdap (zniesiona osada)
Gołdap – zniesiona osada w Polsce położona w województwie warmińsko-mazurskim, w powiecie gołdapskim, w gminie Gołdap.
Nazwę zniesiono z 2025 r.
W latach 1975–1998 miejscowość administracyjnie należała do województwa suwalskiego.